# Salsigne
Salsigne  est une commune française, située dans le nord du département de l'Aude en région Occitanie.
Sur le plan historique et culturel, la commune fait partie de la Montagne Noire, un massif montagneux constituant le rebord méridional du Massif central. Exposée à un climat méditerranéen, elle est drainée par le Rieu Sec, le ruisseau du Gourg Peyris et par divers autres petits cours d'eau. La commune possède un patrimoine naturel remarquable composé de quatre zones naturelles d'intérêt écologique, faunistique et floristique.
Salsigne est une commune rurale qui compte 388 habitants en 2022, après avoir connu un pic de population de 904 habitants en 1946. Elle fait partie de l'aire d'attraction de Carcassonne. Ses habitants sont appelés les Salsignols ou  Salsignoles.
Elle est connue pour avoir abrité la dernière mine d'or française, fermée en 2004.
Les habitants de Salsigne se nomment les Salsignolais.

## Géographie
La commune est située dans la Montagne Noire sur le tracé du méridien de Paris, la Méridienne verte.

### Communes limitrophes
Les communes limitrophes sont  Conques-sur-Orbiel, Lastours, Limousis, Sallèles-Cabardès, Villanière et Villardonnel.
|              | Villanière         |                             |
| Villardonnel | Salsigne           | Lastours                    |
|              | Conques-sur-Orbiel | Limousis, Sallèles-Cabardès |

### Hydrographie
La commune est dans la région hydrographique « Côtiers méditerranéens », au sein du bassin hydrographique Rhône-Méditerranée-Corse. Elle est drainée par le Rieu Sec, le ruisseau du Gourg Peyris, le ruisseau de Malabau, le ruisseau de Pech Agut et le ruisseau des Sagnes, qui constituent un réseau hydrographique de 13 km de longueur totale,.
Le Rieu Sec, d'une longueur totale de 16,8 km, prend sa source dans la commune de Cuxac-Cabardès et s'écoule vers le sud-est. Il traverse la commune et se jette dans l'Orbiel à Conques-sur-Orbiel, après avoir traversé 4 communes.

### Climat
Pour des articles plus généraux, voir Climat de l'Occitanie et Climat de l'Aude.
En 2010, le climat de la commune est de type climat méditerranéen altéré, selon une étude s'appuyant sur une série de données couvrant la période 1971-2000. En 2020, Météo-France publie une typologie des climats de la France métropolitaine dans laquelle la commune est exposée à un climat océanique altéré et est dans une zone de transition entre les régions climatiques « Aquitaine, Gascogne » et « Provence, Languedoc-Roussillon ».
Pour la période 1971-2000, la température annuelle moyenne est de 13,2 °C, avec une amplitude thermique annuelle de 15,5 °C. Le cumul annuel moyen de précipitations est de 949 mm, avec 9,9 jours de précipitations en janvier et 5,2 jours en juillet. Pour la période 1991-2020, la température moyenne annuelle observée sur la station météorologique la plus proche, située sur la commune de Ventenac-Cabardès à 9 km à vol d'oiseau, est de 14,4 °C et le cumul annuel moyen de précipitations est de 774,1 mm,. Pour l'avenir, les paramètres climatiques de la commune estimés pour 2050 selon différents scénarios d’émission de gaz à effet de serre sont consultables sur un site dédié publié par Météo-France en novembre 2022.

### Milieux naturels et biodiversité
L’inventaire des zones naturelles d'intérêt écologique, faunistique et floristique (ZNIEFF) a pour objectif de réaliser une couverture des zones les plus intéressantes sur le plan écologique, essentiellement dans la perspective d’améliorer la connaissance du patrimoine naturel national et de fournir aux différents décideurs un outil d’aide à la prise en compte de l’environnement dans l’aménagement du territoire.
Deux ZNIEFF de type 1 sont recensées sur la commune :
les « garrigues de Vallouvière » (1 566 ha), couvrant 5 communes du département, et 
la « vallée du Rieu Sec » (1 468 ha), couvrant 4 communes du département
et deux ZNIEFF de type 2, : 
- les « causses du piémont de la Montagne Noire » (8 830 ha), couvrant 20 communes du département[15] ;
- les « crêtes et pièmonts de la Montagne Noire » (27 188 ha), couvrant 26 communes dont 24 dans l'Aude et 2 dans l'Hérault[16].

Carte des ZNIEFF de type 1 et 2 à Salsigne.
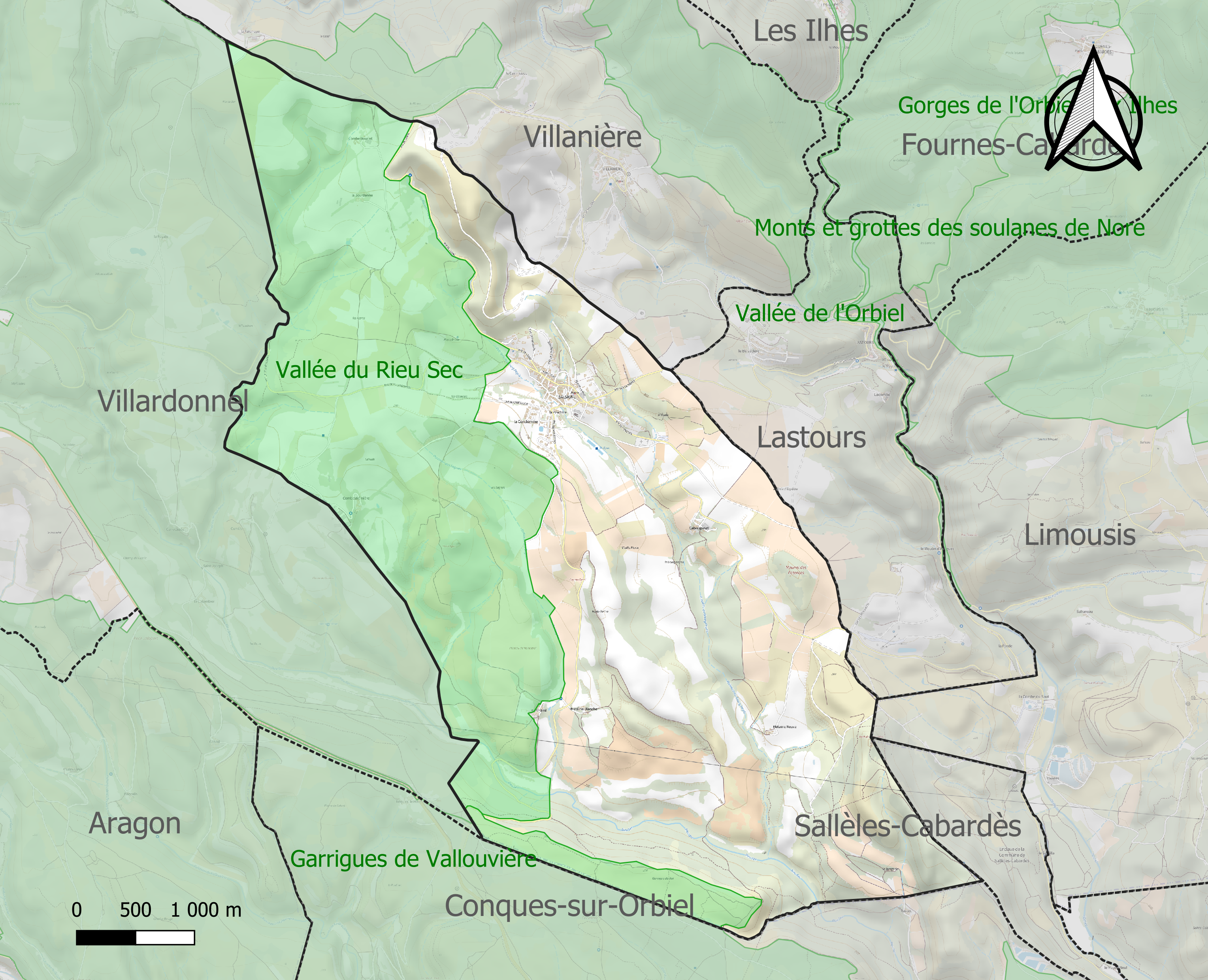
Carte des ZNIEFF de type 1 sur la commune.
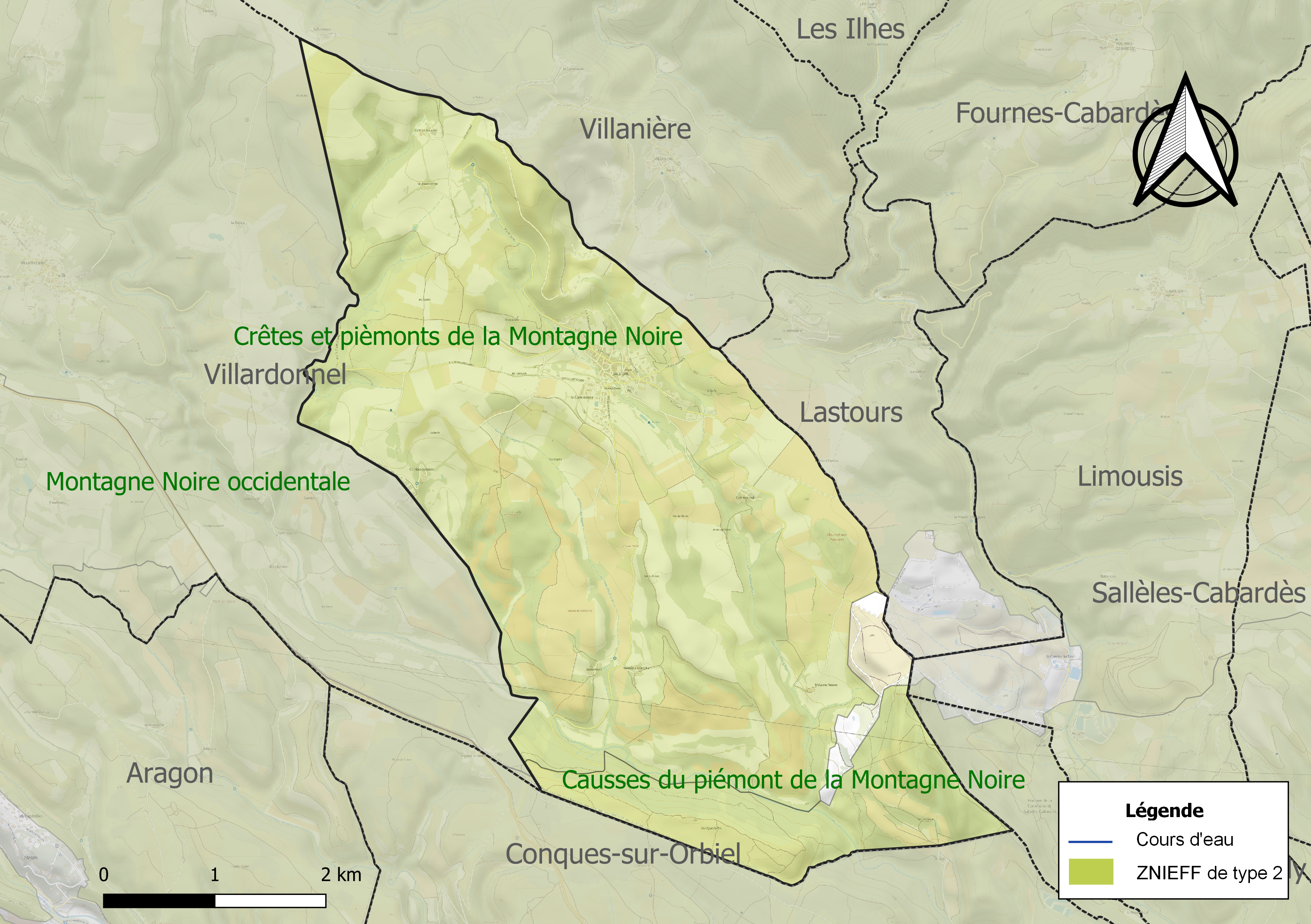
Carte des ZNIEFF de type 2 sur la commune.

## Urbanisme

### Typologie
Au 1er janvier 2024, Salsigne est catégorisée commune rurale à habitat dispersé, selon la nouvelle grille communale de densité à 7 niveaux définie par l'Insee en 2022.
Elle est située hors unité urbaine. Par ailleurs la commune fait partie de l'aire d'attraction de Carcassonne, dont elle est une commune de la couronne,. Cette aire, qui regroupe 115 communes, est catégorisée dans les aires de 50 000 à moins de 200 000 habitants,.

### Occupation des sols
L'occupation des sols de la commune, telle qu'elle ressort de la base de données européenne d’occupation biophysique des sols Corine Land Cover (CLC), est marquée par l'importance des territoires agricoles (73,4 % en 2018), en diminution par rapport à 1990 (75,7 %). La répartition détaillée en 2018 est la suivante : 
zones agricoles hétérogènes (34,5 %), cultures permanentes (31,3 %), forêts (9 %), terres arables (7,4 %), milieux à végétation arbustive et/ou herbacée (7,4 %), mines, décharges et chantiers (7,3 %), zones urbanisées (2,9 %), prairies (0,2 %). L'évolution de l’occupation des sols de la commune et de ses infrastructures peut être observée sur les différentes représentations cartographiques du territoire : la carte de Cassini (XVIIIe siècle), la carte d'état-major (1820-1866) et les cartes ou photos aériennes de l'IGN pour la période actuelle (1950 à aujourd'hui).

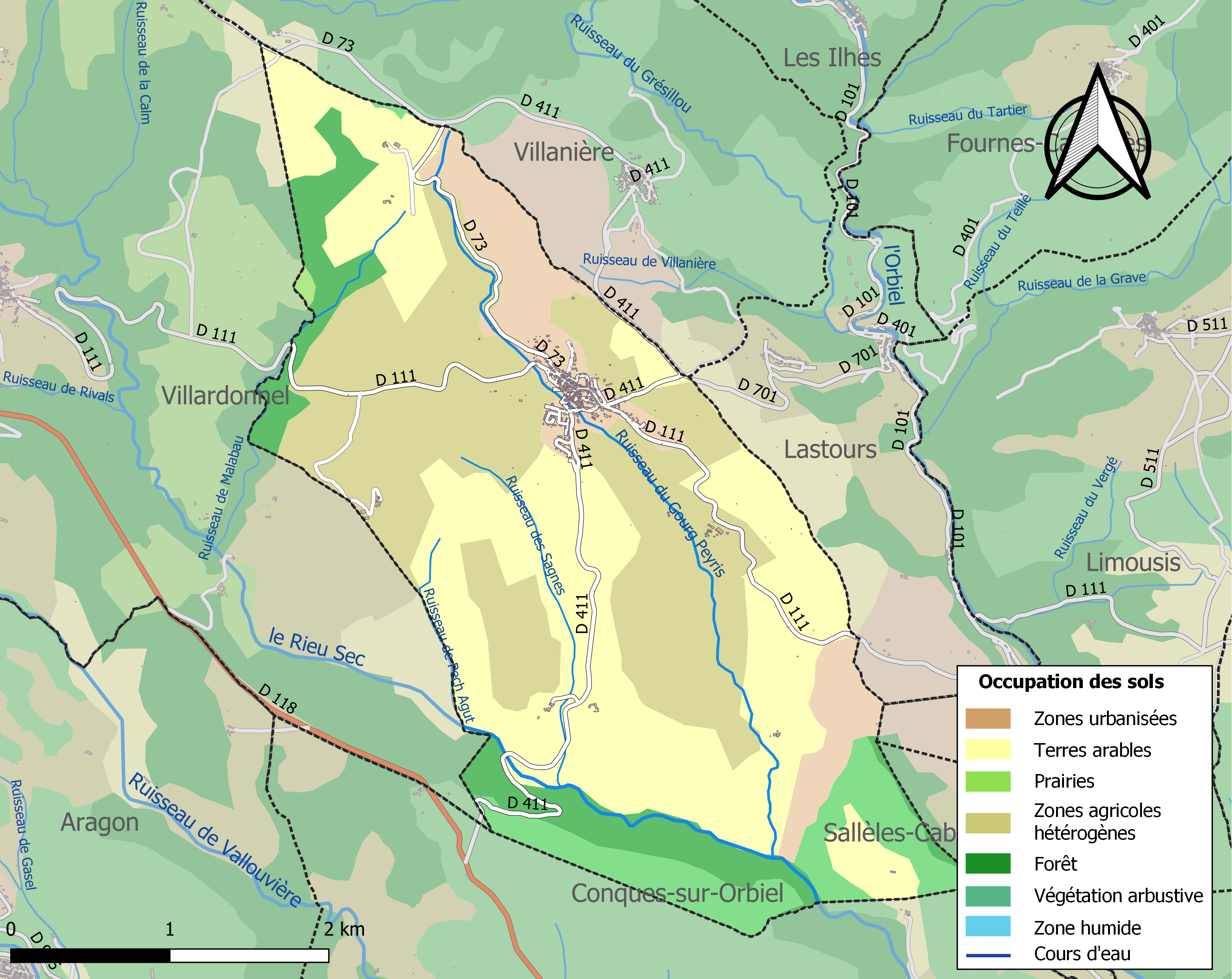
Carte des infrastructures et de l'occupation des sols de la commune en 2018 (CLC).

### Risques majeurs
Le territoire de la commune de Salsigne est vulnérable à différents aléas naturels : météorologiques (tempête, orage, neige, grand froid, canicule ou sécheresse), feux de forêts et séisme (sismicité très faible). Il est également exposé à un risque particulier : le risque de radon. Un site publié par le BRGM permet d'évaluer simplement et rapidement les risques d'un bien localisé soit par son adresse soit par le numéro de sa parcelle.

#### Risques naturels

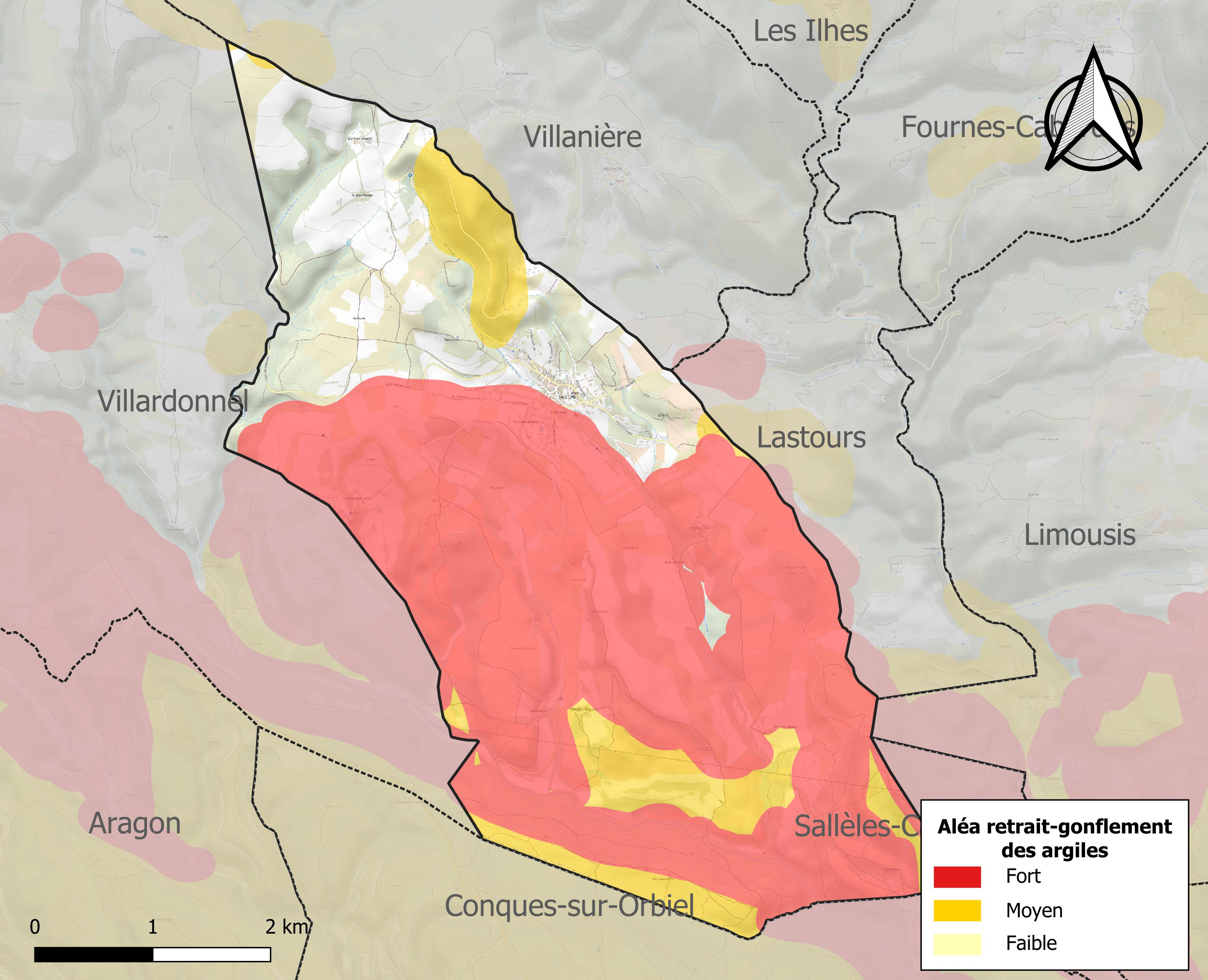
Carte des zones d'aléa retrait-gonflement des sols argileux de Salsigne.

Le retrait-gonflement des sols argileux est susceptible d'engendrer des dommages importants aux bâtiments en cas d’alternance de périodes de sécheresse et de pluie. 74,3 % de la superficie communale est en aléa moyen ou fort (75,2 % au niveau départemental et 48,5 % au niveau national). Sur les 259 bâtiments dénombrés sur la commune en 2019, 70 sont en aléa moyen ou fort, soit 27 %, à comparer aux 94 % au niveau départemental et 54 % au niveau national. Une cartographie de l'exposition du territoire national au retrait gonflement des sols argileux est disponible sur le site du BRGM,.

#### Risque particulier
Dans plusieurs parties du territoire national, le radon, accumulé dans certains logements ou autres locaux, peut constituer une source significative d’exposition de la population aux rayonnements ionisants. Certaines communes du département sont concernées par le risque radon à un niveau plus ou moins élevé. Selon la classification de 2018, la commune de Salsigne est classée en zone 2, à savoir zone à potentiel radon faible mais sur lesquelles des facteurs géologiques particuliers peuvent faciliter le transfert du radon vers les bâtiments.

## Toponymie
Attestée Salcinhanum en 1240, le nom de la commune serait formé d'après Dauzat et Rostaing sur le nom d'homme latin Celsinius avec le suffixe -anum.

## Histoire
Le 31 janvier 1944, treize mineurs juifs étrangers sont raflés par les nazis et envoyés en déportation par le convoi n°68, parti de Drancy le 10 février 1944 à destination d'Auschwitz. Un seul suirvivant reviendra de l'enfer.

## Politique et administration

### Liste des maires
| Période                                  | Période   | Identité            | Étiquette | Qualité |
| ---------------------------------------- | --------- | ------------------- | --------- | ------- |
| 1971                                     | mars 2001 | André Vidal         |           |         |
| mars 2001                                | 2014      | Claude Grabianowski | PS        |         |
| 2014                                     | en cours  | Stéphane Barthas    | PS        |         |
| Les données manquantes sont à compléter. |           |                     |           |         |

## Démographie
L'évolution du nombre d'habitants est connue à travers les recensements de la population effectués dans la commune depuis 1793. Pour les communes de moins de 10 000 habitants, une enquête de recensement portant sur toute la population est réalisée tous les cinq ans, les populations de référence des années intermédiaires étant quant à elles estimées par interpolation ou extrapolation. Pour la commune, le premier recensement exhaustif entrant dans le cadre du nouveau dispositif a été réalisé en 2008.

En 2022, la commune comptait 388 habitants, en évolution de −2,02 % par rapport à 2016 (Aude : +2,65 %, France hors Mayotte : +2,11 %).
| 1793 | 1800 | 1806 | 1821 | 1831 | 1836 | 1841 | 1846 | 1851 |
| ---- | ---- | ---- | ---- | ---- | ---- | ---- | ---- | ---- |
| 462  | 506  | 517  | 558  | 590  | 607  | 613  | 602  | 580  |

| 1856 | 1861 | 1866 | 1872 | 1876 | 1881 | 1886 | 1891 | 1896 |
| ---- | ---- | ---- | ---- | ---- | ---- | ---- | ---- | ---- |
| 522  | 561  | 542  | 525  | 535  | 527  | 537  | 505  | 501  |

| 1901 | 1906 | 1911 | 1921 | 1926 | 1931 | 1936 | 1946 | 1954 |
| ---- | ---- | ---- | ---- | ---- | ---- | ---- | ---- | ---- |
| 501  | 528  | 586  | 550  | 610  | 708  | 894  | 904  | 817  |

| 1962 | 1968 | 1975 | 1982 | 1990 | 1999 | 2006 | 2008 | 2013 |
| ---- | ---- | ---- | ---- | ---- | ---- | ---- | ---- | ---- |
| 723  | 689  | 571  | 436  | 372  | 354  | 368  | 372  | 397  |

| 2018 | 2022 | - | - | - | - | - | - | - |
| ---- | ---- | - | - | - | - | - | - | - |
| 384  | 388  | - | - | - | - | - | - | - |

## Économie

### Revenus
En 2018  (données Insee publiées en septembre 2021), la commune compte 187 ménages fiscaux, regroupant 378 personnes. La médiane du revenu disponible par unité de consommation est de 17 240 € (19 240 € dans le département).

### Emploi
| Division       | 2008   | 2013   | 2018   |
| -------------- | ------ | ------ | ------ |
| Commune        | 10,4 % | 14,6 % | 10,3 % |
| Département    | 10,2 % | 12,8 % | 12,6 % |
| France entière | 8,3 %  | 10 %   | 10 %   |

En 2018, la population âgée de 15 à 64 ans s'élève à 224 personnes, parmi lesquelles on compte 72,8 % d'actifs (62,5 % ayant un emploi et 10,3 % de chômeurs) et 27,2 % d'inactifs,. En  2018, le taux de chômage communal (au sens du recensement) des 15-64 ans est inférieur à celui du département, mais supérieur à celui de la France, alors qu'en 2008 il était supérieur à celui du département.
La commune fait partie de la couronne de l'aire d'attraction de Carcassonne, du fait qu'au moins 15 % des actifs travaillent dans le pôle,. Elle compte 56 emplois en 2018, contre 43 en 2013 et 60 en 2008. Le nombre d'actifs ayant un emploi résidant dans la commune est de 144, soit un indicateur de concentration d'emploi de 38,9 % et un taux d'activité parmi les 15 ans ou plus de 51,9 %.
Sur ces 144 actifs de 15 ans ou plus ayant un emploi, 26 travaillent dans la commune, soit 18 % des habitants. Pour se rendre au travail, 90,3 % des habitants utilisent un véhicule personnel ou de fonction à quatre roues, 0,7 % les transports en commun, 5,6 % s'y rendent en deux-roues, à vélo ou à pied et 3,5 % n'ont pas besoin de transport (travail au domicile).

### Activités hors agriculture
15 établissements sont implantés  à Salsigne au 31 décembre 2019.
Le secteur du commerce de gros et de détail, des transports, de l'hébergement et de la restauration est prépondérant sur la commune puisqu'il représente 33,3 % du nombre total d'établissements de la commune (5 sur les 15 entreprises implantées  à Salsigne), contre 32,3 % au niveau départemental.

### Agriculture
La commune est dans la « Région viticole » de l'Aude, une petite région agricole occupant une grande partie centrale du département, également dénommée localement « Corbeilles Minervois et Carcasses-Limouxin ». En 2020, l'orientation technico-économique de l'agriculture  sur la commune est la culture de fruits ou d'autres cultures permanentes.
|               | 1988 | 2000 | 2010 | 2020 |
| ------------- | ---- | ---- | ---- | ---- |
| Exploitations | 35   | 17   | 20   | 12   |
| SAU (ha)      | 503  | 422  | 483  | 404  |

Le nombre d'exploitations agricoles en activité et ayant leur siège dans la commune est passé de 35 lors du recensement agricole de 1988  à 17 en 2000 puis à 20 en 2010 et enfin à 12 en 2020, soit une baisse de 66 % en 32 ans. Le même mouvement est observé à l'échelle du département qui a perdu pendant cette période 60 % de ses exploitations,. La surface agricole utilisée sur la commune a également diminué, passant de 503 ha en 1988 à 404 ha en 2020. Parallèlement la surface agricole utilisée moyenne par exploitation a augmenté, passant de 14 à 34 ha.

## Culture locale et patrimoine

### Lieux et monuments
- Église Saint-Saturnin de Salsigne.

Minéraux de la mine d'or de Salsigne
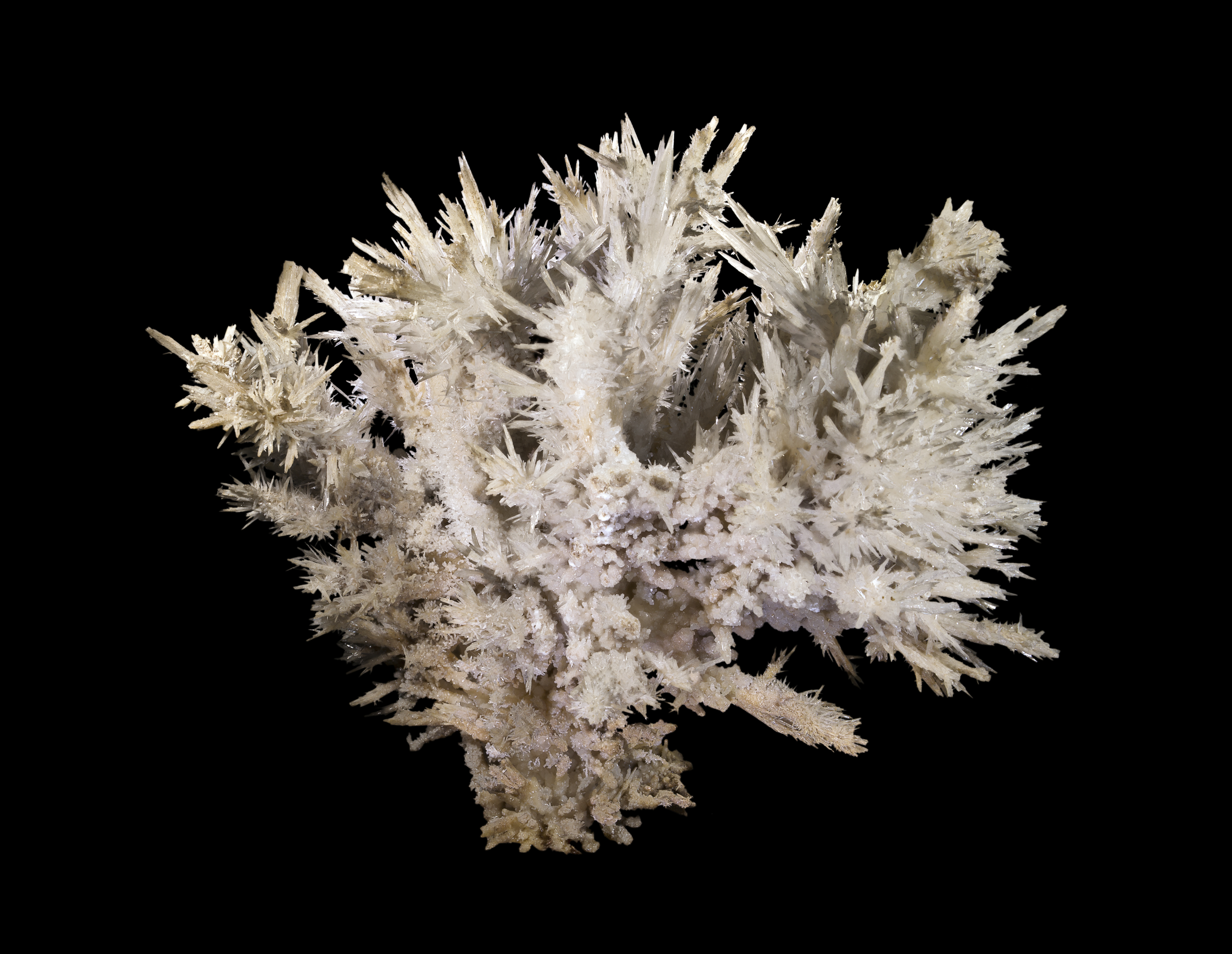
Aragonite
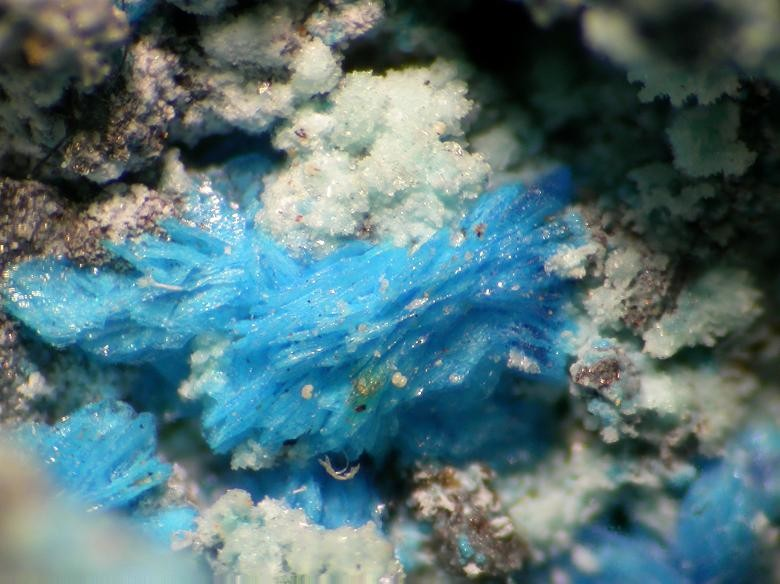
Yvonite (en)
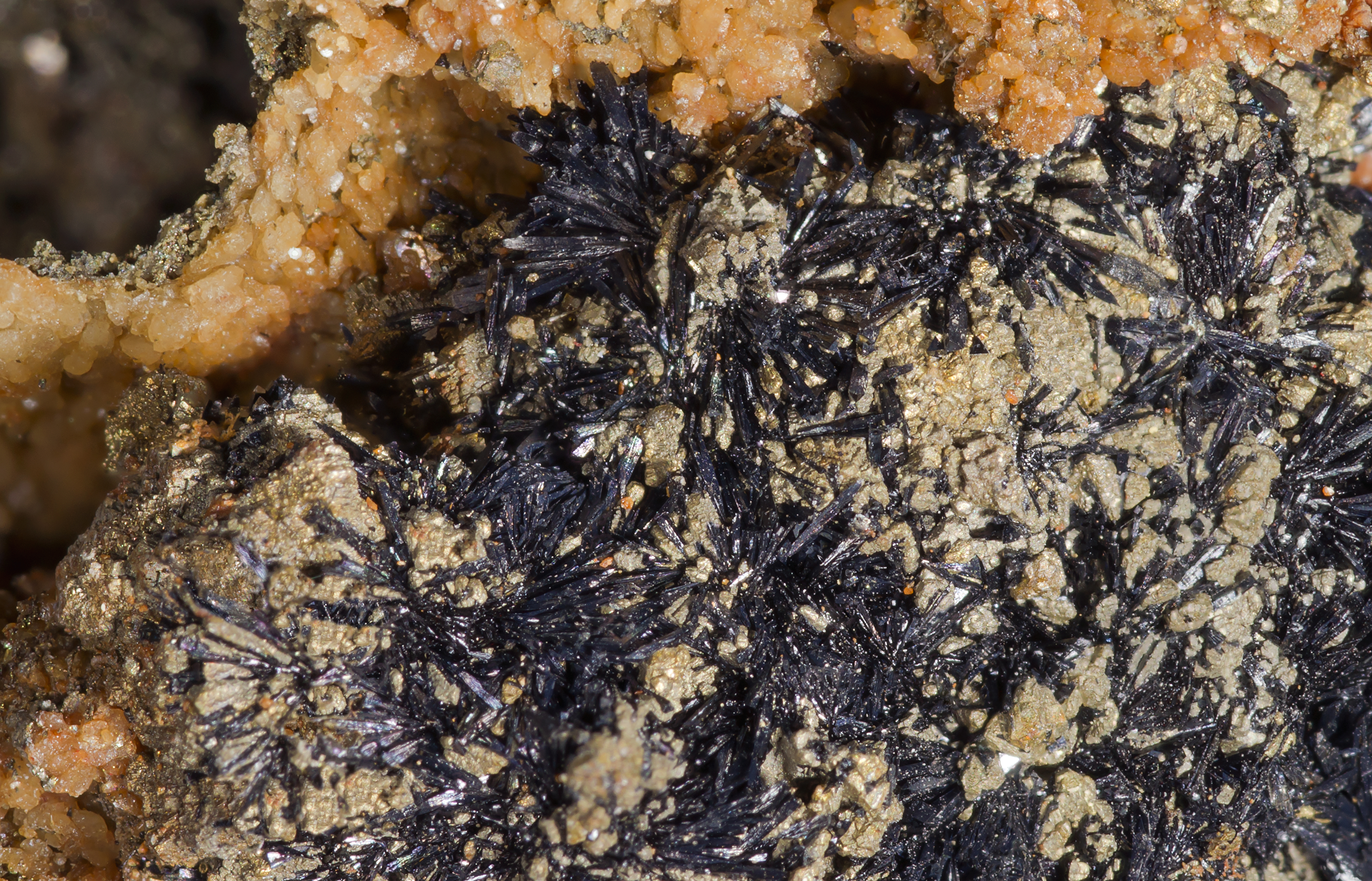
Cronstedtite, pyrite, sidérite

### Sports
La commune avait une équipe de rugby à XIII dans les années 1950 qui « fut championne de France » et entrainée par Félix Bergèse.

### Héraldique
| Blason de Salsigne | Blason  | De sinople à un macle d'argent.                  |
| Blason de Salsigne | Détails | Le statut officiel du blason reste à déterminer. |